# تيري داير
تيري داير (بالإنجليزية: Terry Dyer)‏ (28 يناير 1977 - ) هو لاعب كرة قدم دومينيكي في مركز الوسط. شارك مع منتخب دومينيكا لكرة القدم.

## وصلات خارجية
- تيري داير على موقع الاتحاد الدولي (مؤرشف)  (الإنجليزية)
- تيري داير على موقع قاعدة بيانات كرة القدم.إي يو (الإنجليزية)
- تيري داير على موقع ناشيونال فوتبول تيمز (الإنجليزية)